# 이종은 (1969년)
이종은(1969년 ~ 2018년 7월 18일)은 대한민국의 방송인, 변호사, 모델이다.

## 생애
- 1969년 노동청 노무관으로 대사관에서 근무하던 아버지인 이홍지 슬하에서 태어났다. 아버지의 해외근무처를 따라 3살부터 초등학교 2학년까지 서독에서 자랐다.
- 이후 베트남, 독일, 이란, 영국 등 5개국을 떠돌며 학교를 옮겨다녔으며 영어와 독일어에 능숙하다.
- 고등학교 2학년 때 한국에 돌아와 1988년 서울대학교 외교학과에 입학하였다.
- 당시는 외교관이나 해외주재원 등의 자녀를 정원 외로 별도 입학사정하는 특례입학 제도가 있었는데, 이러한 특혜를 받을 수 있는 사람은 국민 중 극소수였지만 대학 정원의 무10%나 이 정원으로 뽑았기 때문에 형평성 논란에 휩싸이기도 했다.
- 하지만 고위층, 상류층의 명문대 입학의 주요 통로였기 때문에 이러한 형평성 논란에도 불구하고 유지되었다.
- 서울대에 입학한 해 열린 서울올림픽에서 통역 겸 리포터로 아르바이트를 하다가 우연히 CF에 출연하게 됐고 이를 계기로 수십 편의 CF를 찍는 직업 모델이 됐다.
- 대학 3학년 때 SBS '출발 서울의 아침' MC로 발탁된 뒤, MBC '세계로 가는 장학퀴즈', GTV '뷰티워크숍', HBS '연예특급' 등에서 진행자로 활약했다.
- 이 무렵 여동생인 이상은도 엠넷의 VJ로 데뷔해서 활동했다.
- 1997년 6월 캐나다 출신 자유기고가 강정훈씨와 결혼했다. 강씨는 캐나다 밴쿠버에서 태어나 브리티시 컬럼비아 대학교에서 영문학을 전공한 후 한국에 와 영자신문 칼럼니스트로 활동해왔다.
- 결혼과 함께 유학길에 올라 뉴욕시에 위치한 Benjamin N. Cardoza 로스쿨에서 J.D. 과정을 마쳤다. 로스쿨 졸업 후 뉴욕의 로펌인 DLA Piper LLP에서 3년간 근무하다 귀국하여 김앤장 소속 변호사로 활동했다.
- 2012년부터는 중동의 대형 로펌인 알타미미에서 한국총괄 파트너 변호사로 일했으며, 2018년 초 문재인 대통령의 아랍에미리트 방문 당시에도 회의에 참여하며 능력을 인정받았다.
- 2015년부터 유방암으로 투병 중이었고 투병 도중 이슬람교로 개종했다. 2017년 호전되었으나 2018년 7월 들어 다시 급격히 증상이 악화되어 결국 7월 18일 아부다비에서 생을 마감했다. 향년 49세. 동생에 의하면 그녀가 생전 원하는 대로 모스크에서 장례를 치른 뒤 아부다비에 안치되었다고 한다.

## 경력
- 알타미미 한국 총괄 팀장
- 알타미미 변호사
- 김앤장법률사무소 변호사

## 학력
- 뉴욕 로스쿨 (졸업)
- 서울대학교 외교학과 (졸업)